# Jaylon Johnson
Jaylon Lawrence Johnson (Fresno, 19 aprile 1999) è un giocatore di football americano statunitense che milita nel ruolo di cornerback per i Chicago Bears della National Football League (NFL).

## Carriera universitaria
Johnson giocò a football all'Università dello Utah dal 2017 al 2019. Nella sua prima stagione disputò 12 partite di cui 2 come titolare, mettendo a segno 25 tackle e un intercetto. Divenne stabilmente titolare nel 2018, iniziando come partente tutte le 14 sfide. Concluse quell'annata con 41 tackle, 4 intercetti e un touchdown. Nel 2019 fece ritorno come titolare. Dopo quell'annata in cui fu inserito nella formazione ideale della Pac-12, Johnson annunciò la decisione di passare tra i professionisti.

## Carriera professionistica
Johnson fu scelto dai Chicago Bears nel corso del secondo giro (50º assoluto) del Draft NFL 2020. Debuttò come professionista nella gara del primo turno contro i Detroit Lions mettendo a segno 6 tackle e 2 passaggi deviati. La sua stagione da rookie terminò con 42 placcaggi e 15 passaggi deviati in 13 presenze.
Nel settimo turno della stagione 2023 Johnson contribuì alla vittoria sui Las Vegas Raiders mettendo per la prima volta due intercetti in una partita. A fine stagione fu convocato per il suo primo Pro Bowl e inserito nel Second-team All-Pro dopo avere fatto registrare 36 placcaggi, 4 intercetti e 10 passaggi deviati.
Con il contratto in scadenza, il 5 marzo 2024 i Bears annunciarono che avrebbe applicato la franchise tag su Johnson. Tre giorni dopo firmò un nuovo contratto quadriennale del valore di 76 milioni di dollari. A fine stagione fu convocato per il suo secondo Pro Bowl.

## Palmarès
- Convocazioni al Pro Bowl: 2

2023, 2024
- Second-team All-Pro: 1

2023